# Jabyłkowo (obwód Kiustendił)
Jabyłkowo (bułg. Ябълково) – wieś w Bułgarii, w obwodzie Kiustendił, w gminie Kiustendił. Według danych szacunkowych Ujednoliconego Systemu Ewidencji Ludności oraz Usług Administracyjnych dla Ludności, 15 września 2022 roku miejscowość liczyła 795 mieszkańców.